# Aufklärungsverbund
Aufklärungsverbund ist der Verbund aller Aufklärungssysteme einer Armee/eines Staates bei Planungen und im Einsatz.
Der Verbund aller vorhandenen Aufklärungssysteme muss im Frieden, in Krisensituationen und im Einsatz ein in Echtzeit laufend aktuelles und vollständiges Lagebild als Grundlage für den politischen und militärischen Urteils-, Handlungs- und Entscheidungsprozess erbringen. Gerade im Vorfeld sich abzeichnender Krisen und Einsätze sind dabei die Nachrichtendienste mit einbezogen.
Wegen der Internationalisierung der Krisenbewältigung auf der Welt sollen die einzelnen nationalen Aufklärungsverbunde in internationale Aufklärungsarchitekturen/Informationsverbunde (C⁴ISR) eingebunden werden können. Der umfassende Ausdruck ist daher auch Aufklärungs- und Führungsverbund. Im Bundeswehrplan 2010 ist vorgesehen, sich in dem künftigen weltraumgestützten Aufklärungsverbund Multinational Space-based Imaging System for Surveillance, Reconnaissance and Observation (MUSIS) einzubringen.

## Geopolitische Struktur
Der Aufklärungsverbund umfasst die Ebenen
- weltweite Aufklärung,
- weiträumige Aufklärung und
- Aufklärung im Einsatzraum sowie taktische Aufklärung durch die Truppe.

Weiträumige Aufklärung dient der weiträumigen Überwachung größerer Ausdehnung über das unmittelbare Einsatzgebiet hinaus für die Einsatzplanung und Durchführung. Die taktische Aufklärung bezieht sich auf das unmittelbare Gebiet des Einsatzes und während des Einsatzes möglichst in Echtzeit, während die strategische Aufklärung das komplette Umfeld einbezieht und sich „vorsorglich“ laufend durch Grundlagengewinnung vollzieht. Eine weitere Aufteilung nach militärischen Einsatzaufgaben ist die taktische und strategische Aufklärung.

## Technische Struktur
Technisch gliedert sich der Aufklärungsverbund in abbildende und signalerfassende Aufklärung, sowie Auswertung und Datenweiterleitung an die Bedarfsträger („Kunden“). Je nach Einpflegung im System erhalten die einzelnen Bedarfsträger die aktuellen Informationen bedarfsbezogen entweder automatisch, gegebenenfalls mit Priorität herunter bis zur einzelnen Einheit oder auf Anforderung durch die Führungssysteme.

### Abbildende Aufklärung
Die Abbildende Aufklärung umfasst für die flächendeckende Aufklärung und Überwachung durch meist aktive Radargeräte mit SAR- und MTI-Fähigkeit (siehe Joint Stars, SOSTAR-X, AGS). Für die zielgerichtete Aufklärung zur Präzisierung des Lagebildes umfasst sie passive multispektrale und optoelektronische Sensoren (beispielsweise die Ausstattung der Drohne CL 289) oder allgemein mit IR (aktiv oder passiv, hier mit oder ohne Infrarotstrahler) sowie Kameras mit Laserentfernungsmesser.
Diese Sensoren werden aus dem All (Satelliten, SAR-Lupe), aus der Luft (bemannte, siehe Tornado RECCE und unbemannte Flugzeuge, siehe LUNA) und am Boden/auf See durch stationäre oder mobile Systeme (siehe NBR)  eingesetzt.

### Signalerfassende Aufklärung
Bekannt unter dem Begriff SIGINT umfasst die signalerfassende Aufklärung die flächendeckende Aufklärung und Überwachung und ebenso die zielgerichtete Aufklärung zur Präzisierung des Lagebildes durch Erfassen des gegnerischen Frequenzspektrums (ELINT) und Erfassung und Auswertung des gegnerischen Funkverkehrs (COMINT).
Diese Sensoren sind in der Regel passiv und werden aus der Luft bemannt (Breguet Atlantic BR-1150 M, ECR Tornado) und unbemannt (EuroHawk) und am Boden/auf See (Flottendienstboote) durch stationäre und mobile Systeme eingesetzt.

### Auswertung
Die Auswertung umfasst die möglichst automatisierte/verzugslose Auswertung der Aufklärungsergebnisse aller Sensoren und Systeme und Einfügen in die Gesamtlage (Data Fusion), ggf. Ergänzung mit weiteren aktuellen Erkenntnissen und Informationen aus der Datenbank und die Einstellung in den Informationsverbund. Von Seiten der Nutzer besteht dabei die Möglichkeit, Detailaufklärungen anzufordern. Diese werden an die Sensorbediener weitergegeben und, soweit möglich, auch ausgeführt.